# Victor Lanoux
Victor Lanoux (Párizs, 1936. június 18. – Royan, 2017. május 4.) francia színész.

## Filmjei
- A méltatlan öreg hölgy (La vieille dame indigne) (1965)
- Hárommilliárd lift nélkül (Trois milliards sans ascenseur) (1972)
- Szalad, szalad a külváros (Elle court, elle court la banlieue) (1973)
- A Dominici-ügy (L'affaire Dominici) (1973)
- Két férfi a városban (Deux hommes dans la ville) (1973)
- Kétbalkezes jóakaró (Je sais rien, mais je dirai tout) (1973)
- Dráma a tengerparton (Dupont Lajoie) (1975)
- Akasztanivaló bolond nő (Folle à tuer) (1975)
- Sógorok, sógornők (Cousin cousine) (1975)
- Agyő, haver! (Adieu poulet) (1975)
- Sokat akar a szarka... (Un éléphant ça trompe énormément) (1976)
- Menekülés Görögországból (Une femme à sa fenêtre) (1976)
- Az elveszett múlt (Le passé simple) (1977)
- Mind a Paradicsomba kerülünk (Nous irons tous au paradis) (1977)
- Olajralépés (La carapate) (1978)
- A kutyák (Les chiens) (1979)
- Visszatérés (Retour en force) (1980)
- Gyilkosok utcája (Boulevard des assassins) (1982)
- Hajtóvadászat kánikulában (Canicule) (1984)
- Európai vakáció (National Lampoon's European Vacation) (1985)
- Ahol a bűn lakozik (Le lieu du crime) (1986)
- Mocskos élet (Sale destin) (1987)
- Rejtélyes vendég (L'invité surprise) (1989)
- Velencei karnevál (Rouge Venise) (1989)
- Emberrablók (Lifeline) (1996)
- A nap királynője (Reines d'un jour) (2001)